# Benny Golson's New York Scene
Benny Golson's New York Scene — дебютний студійний альбом американського джазового саксофоніста Бенні Голсона, випущений у 1959 році лейблом Contemporary.

## Опис
Свій дебютний альбом як соліст Бенні Голсон у той період, коли він був більше відомий як композитор, аніж тенор-саксофоніст. Запис відбувся 14 і 17 жовтня 1957 року в Нью-Йорку. Голсон, у складі квінтету, до якого увійшли Арт Фармер (майбутній колега Голсона в гурті Jazztet), піаніст Вінтон Келлі, басист Пол Чемберс і ударник Чарльз Персіп, записав 5 композицій, та ще 3 композиції з 4-ма духовими. 
Серед композицій найбільше виділяється рання версія «Whisper Not» Голсона (яка згодом стала джазовим стандартом), а також «Step Lightly»; також містить декілька чудових соло у виконанні Голсона і Фармера. 
Альбом під назвою Benny Golson's New York Scene вийшов на лейблі Contemporary через два роки у 1959 році. Перевидання на CD включає бонус-трек «B.G.'s Holiday».

## Список композицій
1. «Something in B flat» (Рей Браянт) — 6:04
2. «Whisper Not» (Бенні Голсон) — 6:01
3. «Step Lightly» (Бенні Голсон) — 6:54
4. «Just by Myself» (Бенні Голсон) — 4:12
5. «Blues It» (Бенні Голсон) — 6:52
6. «You're Mine, You» (Джонні Грін, Едвард Геймен) — 4:22
7. «Capri» (Джиджі Грайс) — 3:59
8. «B.G.'s Holiday» (Бенні Голсон) — 6:32 [бонус-трек]

## Учасники запису
- Бенні Голсон — тенор-саксофон
- Арт Фармер — труба
- Джиммі Клівленд — тромбон (2, 4, 7)
- Джуліус Воткінс — валторна (2, 4, 7)
- Джиджі Грайс — альт-саксофон (2, 4, 7)
- Сахіб Шихаб — баритон-саксофон (2, 4, 7)
- Вінтон Келлі — фортепіано
- Пол Чемберс — контрабас
- Чарльз Персіп — ударні

Технічний персонал
- Нет Гентофф — продюсер